# Polysyncraton alinguum
Polysyncraton alinguum är en sjöpungsart som beskrevs av Kott 2004. Polysyncraton alinguum ingår i släktet Polysyncraton och familjen Didemnidae. Inga underarter finns listade i Catalogue of Life.